# FC Dinamo București în sezonul 1968-1969
Sezonul 1968-69 este al 20-lea sezon pentru FC Dinamo București în Divizia A. Dinamo joacă pentru al doilea sezon consecutiv finala Cupei României, dar pierde în fața Stelei. În campionat, Dinamo se clasează pe poziția secundă, la trei puncte de campioana UTA. Florea Dumitrache câștigă titlul de golgheter al Diviziei A. Prin câștigarea Cupei României în sezonul anterior, Dinamo a evoluat în Cupa Cupelor. În primul tur a beneficiat de retragerea echipei maghiare ETO Gyor, pentru ca în turul secund să fie eliminată de formația engleză West Bromwich Albion.

## Rezultate
| Divizia A | Divizia A          | Divizia A             | Divizia A | Divizia A |
| Etapa     | Data               | Adversar              | Stadion   | Rezultat  |
| --------- | ------------------ | --------------------- | --------- | --------- |
| 1         | 11 august 1968     | ASA Târgu Mureș       | deplasare | 1-2       |
| 2         | 18 august 1968     | Vagonul Arad          | acasă     | 4-1       |
| 3         | 5 decembrie 1968   | FC Argeș              | deplasare | 1-3       |
| 4         | 1 septembrie 1968  | Steaua București      | deplasare | 1-0       |
| 5         | 8 septembrie 1968  | Crișul Oradea         | acasă     | 2-0       |
| 6         | 14 septembrie 1968 | Dinamo Bacău          | deplasare | 0-1       |
| 7         | 22 septembrie 1968 | Poli Iași             | acasă     | 4-1       |
| 8         | 29 septembrie 1968 | Rapid București       | acasă     | 2-3       |
| 9         | 6 octombrie 1968   | Jiul Petroșani        | deplasare | 0-0       |
| 10        | 13 octombrie 1968  | Farul Constanța       | acasă     | 4-2       |
| 11        | 20 octombrie 1968  | UTA                   | deplasare | 0-3       |
| 12        | 2 noiembrie 1968   | Progresul București   | deplasare | 1-1       |
| 13        | 10 noiembrie 1968  | Universitatea Cluj    | acasă     | 3-0       |
| 14        | 17 noiembrie 1968  | Petrolul Ploiești     | deplasare | 0-1       |
| 15        | 2 decembrie 1968   | Universitatea Craiova | acasă     | 5-0       |
| 16        | 9 martie 1969      | ASA Târgu Mureș       | acasă     | 4-0       |
| 17        | 16 martie 1969     | Vagonul Arad          | deplasare | 0-1       |
| 18        | 23 martie 1969     | FC Argeș              | acasă     | 2-1       |
| 19        | 26 martie 1969     | Steaua București      | acasă     | 4-2       |
| 20        | 30 martie 1969     | Crișul Oradea         | deplasare | 1-1       |
| 21        | 6 aprilie 1969     | Dinamo Bacău          | acasă     | 2-1       |
| 22        | 20 aprilie 1969    | Poli Iași             | deplasare | 1-1       |
| 23        | 26 aprilie 1969    | Rapid București       | deplasare | 0-1       |
| 24        | 4 mai 1969         | Jiul Petroșani        | acasă     | 1-0       |
| 25        | 18 mai 1969        | Farul Constanța       | deplasare | 0-1       |
| 26        | 25 mai 1969        | UTA                   | acasă     | 4-3       |
| 27        | 1 iunie 1969       | Progresul București   | acasă     | 4-1       |
| 28        | 8 iunie 1969       | Universitatea Cluj    | deplasare | 0-0       |
| 29        | 11 iunie 1969      | Petrolul Ploiești     | acasă     | 4-1       |
| 30        | 15 iunie 1969      | Universitatea Craiova | deplasare | 0-1       |

| Cupa României      | Cupa României  | Cupa României         | Cupa României | Cupa României |
| Etapa              | Data           | Adversar              | Stadion       | Rezultat      |
| ------------------ | -------------- | --------------------- | ------------- | ------------- |
| șaisprezecimi      | 5 martie 1969  | Ceahlăul Piatra Neamț | deplasare     | 4-0           |
| optimi             | 12 martie 1969 | FC Argeș              | Târgoviște    | 1-0           |
| sferturi           | 21 mai 1969    | UTA                   | Brașov        | 3-0           |
| semifinale manșa 1 | 28 mai 1969    | Chimia Suceava        | acasă         | 5-1           |
| semifinale manșa 2 | 4 iunie 1969   | Chimia Suceava        | deplasare     | 3-1           |
| finala             | 16 iunie 1969  | Steaua București      | București     | 1-2           |

| Legendă    |
| ---------- |
| victorie   |
| egal       |
| înfrângere |

## Finala Cupei României
| 22 iunie 1969 | Dinamo București      | 1 – 2 | Steaua București       | Stadionul 23 August, București Spectatori: 45.000 Arbitru: Aurel Bentu (București) |
| 22 iunie 1969 | Florea Dumitrache 50' |       | Florea Voinea 43', 75' | Stadionul 23 August, București Spectatori: 45.000 Arbitru: Aurel Bentu (București) |

| DINAMO:      |                   |     |
|              |                   |     |
| P            | Narcis Coman      | 46' |
| F            | Cornel Popa       |     |
| F            | Alexandru Boc     |     |
| F            | Cornel Dinu       |     |
| F            | Constantin Ștefan |     |
| M            | Vasile Gergely    |     |
| M            | Mircea Stoenescu  |     |
| M            | Radu Nunweiller   |     |
| A            | Florea Dumitrache |     |
| A            | Ion Pîrcălab      | 50' |
| A            | Mircea Lucescu    |     |
| Înlocuiri:   |                   |     |
| P            | Ilie Datcu        | 46' |
| A            | Viorel Sălceanu   | 50' |
| Antrenor:    |                   |     |
| Bazil Marian |                   |     |

| STEAUA:       |                   |     |
|               |                   |     |
| P             | Vasile Suciu      |     |
| F             | Lajos Sătmăreanu  |     |
| F             | Dumitru Nicolae   |     |
| F             | Bujor Hălmăgeanu  |     |
| F             | Iosif Vigu        |     |
| M             | Dumitru Dumitriu  |     |
| M             | Vasile Negrea     |     |
| A             | Nicolae Pantea    | 88' |
| A             | Florea Voinea     |     |
| A             | Gheorghe Tătaru   |     |
| A             | Carol Creiniceanu |     |
| Înlocuiri:    |                   |     |
| A             | Vasile Șoo        | 88' |
| Antrenor:     |                   |     |
| Ștefan Kovacs |                   |     |

## Cupa Cupelor
Turul al doilea
| 13 noiembrie 1968 | Dinamo București      | 1 – 1 | West Bromwich Albion | Stadionul 23 August, București Spectatori: 15.000 Arbitru: Weyland (RF Germană) |
| 13 noiembrie 1968 | Florea Dumitrache 23' |       | Hartford 28'         | Stadionul 23 August, București Spectatori: 15.000 Arbitru: Weyland (RF Germană) |

| 27 noiembrie 1968 | West Bromwich Albion                         | 4 – 0 | Dinamo București | The Hawthorns, Birmingham Spectatori: 33.000 Arbitru: Helies (Franța) |
| 27 noiembrie 1968 | Lovett 53' T.Brown 44', 52' (pen.) Astle 72' |       |                  | The Hawthorns, Birmingham Spectatori: 33.000 Arbitru: Helies (Franța) |

WBA s-a calificat mai departe cu scorul general de 5-1.

## Echipa
Portari: Narcis Coman, Ilie Datcu.
Fundași: Alexandru Boc, Virgil Crăciunescu, Cornel Dinu, Lazăr Pârvu, Corneliu Popa, Mircea Stoenescu, Constantin Ștefan.
Mijlocași: Vasile Gergely, Radu Nunweiller, Viorel Sălceanu.
Atacanți: Florea Dumitrache, Constantin Frățilă, Ion Hajdu, Mircea Lucescu, Nicolae Nagy, Ion Pîrcălab, Iosif Varga, Tita Stelian.

### Transferuri
Narcis Coman este adus de la FC Argeș. Pleacă Ion Nunweiller la Fenerbahce.